# HD 102117

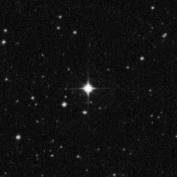
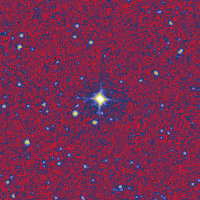

HD 102117 ist ein 137 Lichtjahre entfernter, sonnenähnlicher Stern im Sternbild Zentaur. Obwohl seine Oberflächentemperatur niedriger ist als jene der Sonne, ist der Stern heller als diese. HD 102117 wird von mindestens einem Planeten (Exoplaneten) umkreist.

## HD 102117 b
HD 102117 b ist die Bezeichnung des Planeten, der um den Stern HD 102117 kreist. Er ist der bisher einzige Planet, der in diesem Sternsystem nachgewiesen werden konnte, die Angaben zur Masse schwanken zwischen 0,14 und 0,3 Jupitermassen. Ein Umlauf um das Zentralgestirn dauert 20,8 Tage. Der Planet wurde 2004 mit der Radialgeschwindigkeitsmethode von C. G. Tinney, R. Paul Butler und Geoffrey Marcy et al. entdeckt.